# 金星游乐园
金星游乐园是西藏自治区拉萨市的一座游乐园，也是拉萨市第一家游乐园。

## 简介
1998年，金星游乐园投建运营，成为拉萨市第一家游乐园。到2009年，拉萨市成规模的游乐园仍然仅此一家；此外还有位于太阳岛的一家小型游乐场所，这两家游乐场所均面临经营困境。
金星游乐园内设有观光缆车、碰碰车、卡丁车等游乐设施。根据2009年时的报道，六一国际儿童节、藏历新年时来此游玩的孩子较多，平时则孩子很少，成人较多。
2010年8月4日，拉萨市质监局与拉萨市文化局的执法人员对拉萨金星工贸有限公司在用的大型游乐设施进行联合检查，发现该公司正在运营的15台大型游乐设施的下次检验日期为2010年5月27日，均已超出检验有效期。